# فيلوكسرا
الفيلوكسرا أو الفيلوكسيرا أو فيلوكسيرا العنب (باللاتينية: Phylloxera) نوع حشري ذو أهمية اقتصادية كبيرة حيث يسبب خسائر اقتصادية كبيرة على الكرمة. تتبع هذه الحشرة لفصيلة (باللاتينية: Phylloxeridae) من رتبة نصفية الأجنحة من طبقة الحشرات من مملكة الحيوان.

## الانتشار
أصل هذه الحشرة من أمريكا الشمالية ثم انتقلت إلى إنكلترا ثم إلى فرنسا عام 1863 ثم إلى جميع أنحاء أوروبا ثم انتشرت في إفريقيا وفي جميع أنحاء العالم، انتقلت إلى تركيا ومنها إلى المشرق العربي.

## العوائل
الكرمة، على جذور الكرمة الأوروبية وعلى أوراق الكرمة الأمريكية.

## وصف الحشرة

### الفيلوكسرا الجذرية
صغيرة الحجم يصعب رؤيتها بالعين المجردة ولكن يمكن ملاحظة مجموعاتها على الجذور، ويمكن رؤيتها بوضوح باستخدام عدسة تكبير ×10 ، تعيش على جذور الكرمة، صفراء اللون، قرن الاستشعار مكون من ثلاث عقل ولها خرطوم طويل، طول الحورية في العمر الأول من 0.3-0.4 مم وطول الحشرة الكاملة من 1-1.2 مم.

### الفيلوكسرا الجنسية
بدون أجنحة وليس لها خرطوم طول الإناث من 0.4-0.45مم والذكور حوالي 0.25 ملم، بيوض الفيلوكسيرا الجذرية صفراء اللون ثم يتحول لونها إلى بني وطولها حوالي 0.3مم، وبيوض الإناث المجنحة صفراء فاتحة اللون وحورياتها صفراء ليمونية اللون.

## الضرر وأعراض الإصابة
تتغذى الفيلوكسرا الجذرية على الجذور بامتصاص العصارة ويتكون في مكان التغذية درنات تهاجم من قبل الفطريات مما يؤدي إلى تعفنها وموت جزء كبير من الجذور الصغيرة والكبيرة وقد تظهر أعراض مماثلة لأعراض نقص البوتاسيوم والعطش، وقد يحتاج ظهور الأعراض على المجموع الخضري من 2-5 سنوات من حدوث الإصابة الأولية حسب قوة الشجرة وكيفية حدوث العدوى وكثافتها، وعند الحفر حول جذوع الأشجار تشاهد الجذور المصابة بلون مختلف مصفر ضارب إلى البياض مع وجود جذيرات متقزمة وتقرحات مختلفة وعند الفحص بمكبرة نلاحظ حوريات الحشرة بلون اصفر في تجمعات على الجذور، ويمكن أن تؤدي الإصابة إلى اصفرار الأوراق وسقوط مبكر لها قبل سقوط أوراق الأشجار السليمة ويمكن أن تختلط أعراض الإصابة الظاهرة على المجموع الخضري مع أعراض أخرى ناتجة عن خلل غذائي مع ملاحظة أن الإصابة تشتد في الأراضي الثقيلة التي تتشقق عند الجفاف. تُحدث الإصابة على الجذور الكبيرة تدرنات Tuberosity وعلى الجذور الصغيرة عقد ملتوية الشكل تشبه الهراوة Nodosity، وتموت الجذور المصابة بسبب تعرضها للأعفان.
تصيب الفيلوكسيرا الورقية السطح العلوي للأوراق وتتغذى عليها ونتيجة لذلك يتكون في مكان الإصابة بثرات تظهر على السطح السفلي للأوراق يتغير شكل هذه البثرات من اللون الأخضر الفاتح إلى اللون الأحمر، تصفر الأوراق المصابة وتتساقط على الأرض، تموت أشجار الكرمة المصابة بعد 3-5-8 سنوات، تسبب هذه الحشرة في سورية أضرار فادحة لأشجار الكرمة، ويمكن تحديد أشكال الإصابة التالية لحشرة الفيلوكسيرا على الكرمة:
- الشكل البثري على الأوراق (على الكرمة الأمريكية)
- الشكل الجذري (على الكرمة الأوروبية)
- الشكل الجنسي الذي لا يتغذى (لفقد أجزاء الفم) الذي يعطي إناثاً صفراء إلى ذهبية اللون مجنحة، أجنحتها شفافة، طولها 2-3 ملم، ويعطي ذكوراً غير مجنحة بطول 0.3-0.5 ملم.

يحدث التزاوج في نهاية الصيف وتضع الإناث بيضة وحيدة (على الجذوع) تسمى البيضة الشتوية، هذه البيضة تكون صفراء اللون أولاً ثم تتحول إلى اللون الأخضر خلال فصل الشتاء، وتفقس في الربيع لتعطي أفراداً غير مجنحة وهي دوماً مؤنثة تصيب الجذور وتسمى بالفيلوكسيرا الجذرية رغم أنها تستطيع إصابة الأوراق أحياناً محدثة الثآليل المعروفة، وهذه الأفراد يمكنها خلال ثلاثة أسابيع الانسلاخ ثلاث مرات قبل أن تصبح بالغة ثم تضع 40-100 بيضة ولها 5-6 أجيال (في فرنسا) حتى الصيف حيث تعطي الإناث التي تتحول إلى عذارى فيلوكسيرا مجنحة لتقوم هذه الأخيرة بوضع بيض على البراعم والأوراق حيث تفقس هذه البيوض وتعطي ذكوراً وإناثاً فالإناث لا تعيش سوى عدة أيام لحين التزاوج ووضع البيض الشتوي.